# Fokko Tadama

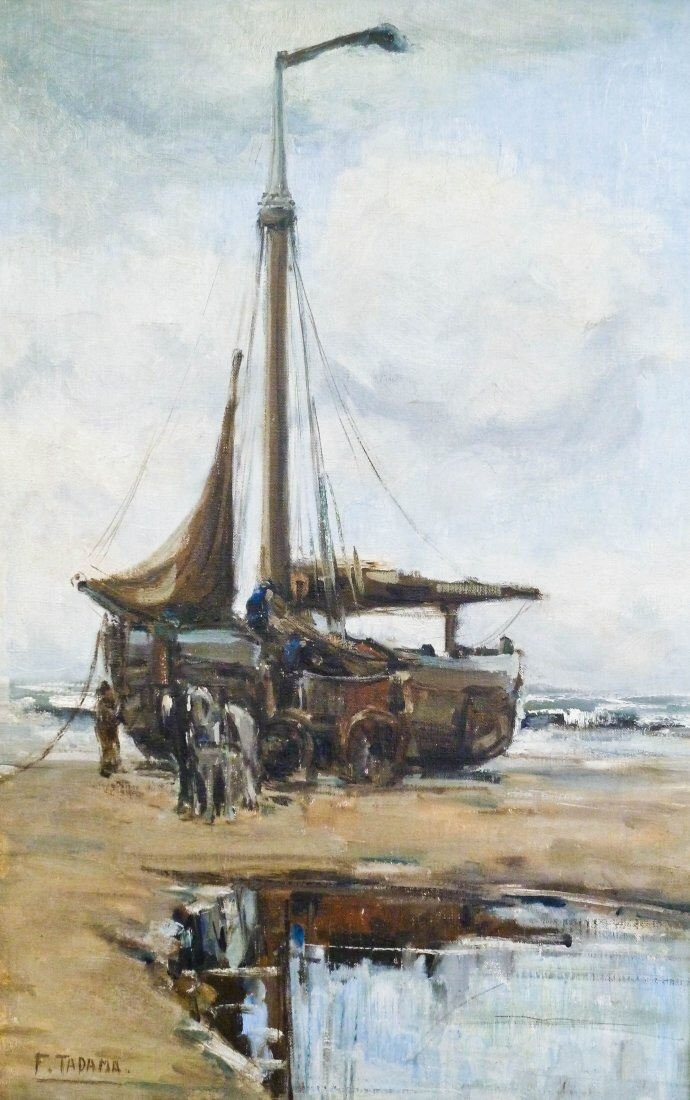
Schip op het strand.

Fokko Tadama (Banda Atjeh, Sumatra, 16 mei 1871 - Seattle, 1935) was een Nederlands kunstschilder. Hij schilderde in de stijl van de Haagse School.

## Leven en werk
Tadama werd geboren in Indonesië als onwettig kind van een Nederlandse vader en een Indonesische moeder. Al jong werd hij wees en kwam hij naar Nederland. Hij kreeg zijn schildersopleiding van Sieger Jan Baukema. In 1895 huwde hij met Thamine Tadama-Groeneveld, die ook schilderes was, en met wie hij twee kinderen zou krijgen. In 1897 trokken ze naar Egmond aan den Hoef, waar ze zich aansloten bij de Egmondse School  van George Hitchcock. Beide schilderden ze vooral zeegezichten in de stijl van de Haagse School. In 1898 exposeerden ze getweeën op de Salon van de Société des Artistes Français in Parijs. Aangezien zijn vrouw meer succes had dan hijzelf en ook meer talent werd toegedicht, ging hij steeds meer werken als haar "assistent". Kort na 1900 stopte hij met schilderen en wijdde hij zich voornamelijk aan de jacht en zijn grote hondekennel. In 1907 verhuisde het echtpaar naar Katwijk aan Zee. In 1909 verliet hij zijn gezin en emigreerde naar Seattle, waar hij ook weer ging schilderen. In 1935 maakte hij daar een einde aan zijn leven.